# Куулар, Дондук
Дондук Куулар (тув. Куулар Дондук; 1888—1932) — тувинский государственный и политический деятель, председатель Президиума Малого Хурала Тувинской Народной Республики.

## Биография
Сын зажиточного арата из местности Шеми (ныне село Шеми Дзун-Хемчикского кожууна Тывы). Получил образование в буддийском монастыре в Урге и в Верхне-Чаданском хурэ (имел ученую степень кепши, был одним из ведущих лам Верхне-Чаданского хурэ). Принадлежал к так называемому среднему звену формирующейся тувинской интеллигенции, в своих взглядах старался объединить опыт старой культуры и веяния нового времени.
В период с 1925 по 1929 годы — второй председатель Президиума Малого Хурала (глава правительства) Тувинской Народной Республики (до 1926 — республика Танну-Тува) и министр иностранных дел.
Летом 1925 года был главой тувинской делегации на переговорах в Москве, посвящённых заключению соглашения об установлении дипломатических отношений между Танну-Тувой и СССР.
После создания в сентябре 1925 года Тувинского торгово-промышленного банка (Тувинбанка) избран первым председателем Совета банка.
Как и ряд руководителей ТНР того времени, лояльно относился к буддизму и сангхе. В 1927 году на одном из заседаний Совета Министров ТНР в докладе о роли и положении буддизма в обществе заявил следующее: «В настоящее время мы, тувинский народ, являемся свободной республикой, но в силу некоторых обстоятельств и принятой нами Конституции, где говорится, что в целях обеспечения за трудящимися свободы совести, церковь отделяется от государства и религия объявляется частным делом каждого гражданина, значительная часть населения как бы отделена и находится почти вне закона».
Обвинён в контрреволюционной деятельности и расстрелян вместе с Буяном-Бадыргы в 1932 году. Реабилитирован в 2007 году.